# Banca centrale della Liberia
La banca centrale della Liberia è la banca centrale dello stato africano di Liberia.
La valuta ufficiale dello stato è il dollaro liberiano.